# Operační program
Operační program Evropské unie je strategie zaměřená na konkrétní tematickou oblast (např. zaměstnanost a sociální věci), která spadá pod poslání některého z Evropských strukturálních a investičních fondů (ESIF).
V dokumentu jsou popsány konkrétní cíle a priority z prostředků z rozpočtu EU, kterých chce členský stát v dané tematické oblasti dosáhnout. Členské státy předkládají své operační programy na základě dohod o partnerství.
Kromě národních programů, které pokrývají tematické oblasti, mohou být programy zaměřeny také na přeshraniční spolupráci, nadnárodní a meziregionální spolupráci.
Operační program se obvykle dělí na prioritní osy a ty dále na oblasti podpory. Odlišný význam má termín "operační plán", což je v podstatě vojenská strategie nebo plán bitvy.
Seznam operačních programů v České republice je uveden v samostatném článku.

## Oblasti investic
Operační programy mohou investovat do těchto oblastí
- zaměstnanost, růst a investice
- jednotný digitální trh
- energetická unie a oblast klimatu
- vnitřní trh
- hospodářská a měnová unie
- spravedlnost a základní práva
- migrace